# Колумбийско-перуанская война (1932—1933)
Перуано-колумбийская война (исп. Guerra colombo-peruana) — вооружённый конфликт между Перу и Колумбией в 1932—1933 годах.

## Причины войны и силы сторон
Главной причиной войны был территориальный спор между Перу и Колумбией. 24 марта 1922 года обе страны подписали соглашение Саломон-Лосано, согласно которому за Колумбией было признано право на «трапецию Летисии» — часть провинции Байо-Амасонас с речными портами Летисия и Лорето. Однако в 1932 году перуанский президент полковник Луис Санчес Серро взял курс на пересмотр соглашения и возвращение «трапеции Летисии» Перу.
К началу войны в составе сухопутной армии Перу было 5 пехотных дивизий, 1 кавалерийская бригада, силы Национальной гвардии, ВМС включали 2 крейсера, 1 миноносец, 2 подлодки, 5 речных канонерских лодок, ВВС — 60 самолётов; Колумбия имела 5 пехотных дивизий, 1 кавалерийскую бригаду, 3 морские и 6 речных канонерских лодок и 20 самолётов.

## Боевые действия
1 сентября 1932 года 250 гражданских перуанцев во главе с инженером Ордонесом перешли перуано-колумбийскую границу и захватили Летисию. На следующий день в Лорето началось восстание с требованием присоединения города к Перу. Правительство Перу отрицало причастность к этим событиям, но при этом направило на помощь восставшим роту солдат и канонерку с оружием и боеприпасами. Только 30 сентября Перу открыто потребовало пересмотра договора о границе.
Колумбию охватил всплеск патриотизма; 19 сентября газета El Tiempo сообщила, что получила 10 000 писем с требованиями вступить в войну и вернуть Летисию, в этот же день тысячи колумбийских студентов прошли по улицам Боготы под лозунгом «Смерть Санчесу Серро!».
3 октября Колумбия обратилась в Лигу Наций с жалобой на действия Перу. Тем временем, наступление перуанцев продолжалось, и 1 ноября они заняли город Тарапака, тем самым полностью оккупировав спорную территорию.
Военное присутствие Колумбии в этом регионе было минимальным, что облегчило его захват перуанцами, но в декабре Колумбия снарядила экспедицию (1,5 тысячи человек и 25 орудий во главе с генералом Альфредо Кобо), которая 20 декабря отплыла из портов Картахена и Барранкилья и через нейтральную территорию Бразилии прибыла к Тарапаке 14 февраля 1933 года, предъявив командующему перуанским гарнизоном полковнику Диасу ультиматум с требованием покинуть город. 
Утром 14 февраля колумбийская канонерка «Кордова» подверглась атаке перуанской авиаэскадрильи на нейтральной бразильской территории, что стало поводом к началу боевых действий. Во второй половине дня 14 февраля колумбийские войска продвинулись возле Тарапаки, чтобы на следующий день провести вооруженную операцию. В шесть часов утра 15 февраля колумбийский флот и авиация начали бомбардировку перуанских гарнизонов, а через три часа высадились войска, которые по прибытии в форт не обнаружили никаких следов своего перуанского противника. Перуанцы ночью бежали через реку Котуэ, оставив припасы, боеприпасы и оружие, в том числе две 75-мм пушки Круппа. 
15 февраля 1933 года Перу разорвало отношения с Колумбией и объявило всеобщую мобилизацию.
17 марта 1933 года колумбийские войска перешли в наступление; 19 марта они выбили перуанцев из деревни Буэнос-Айрес и перенесли боевые действия на перуанскую территорию, захватив укреплённый пункт Гвепи.
Перу сделало попытку направить крейсер «Альмиранте Грау» с двумя подлодками через Панамский канал и Карибское море к устью Амазонки, после чего он должен был по Амазонке прибыть к месту боевых действий, но 24 мая крейсер был остановлен в Манаусе в связи с началом мирных переговоров.

## Итог
Серро был убит 30 апреля, новым президентом стал Оскар Бенавидес. 12 мая Перу согласилось начать мирные переговоры с Колумбией (до этого оно отвергло посредническое предложение Бразилии). 25 мая было заключено перемирие, согласно которому «трапеция Летисии» сроком на год передавалась под управление международной комиссии Лиги Наций. Мирный договор между двумя странами был официально подписан 2 ноября, а 24 мая в Рио-де-Жанейро Перу и Колумбия подписали соглашение о границе, окончательно урегулировавшее территориальный спор. «Трапеция Летисии» была признана частью Колумбии.